# Маглич
Маглич је средњовековни замак у ибарској клисури, 20 km јужно од Краљева. Смештен је на врху брда, око кога Ибар прави оштру окуку чиме подножје брда окружује са три стране. Заравњени плато на ком је утврђење подигнуто уздиже се неких стотинак метара од дна клисуре и јединог караванског пута који је повезивао Моравску долину и Косово поље. Средином 2006. године је тврђава привремено била затворена за посетиоце због иструнулости дрвених платформи у кулама које би могле попустити под човечијом тежином, а сама тврђава је ноћу осветљења, чиме привлачи додатну пажњу пролазника магистралног пута.
Почетком јесени 2010. године, најављено је да ће Италија у сарадњи са градом Краљевом финансирати обнову Маглича. Ово је реализовано и августа 2013. је отворен Екомузеј.
Тврђава Маглич одолева већ вековима, али не и мост који води до тврђаве. Мост на Ибру је постојао у виду сајли, металних стубова и железничких шина и користио се преко 15 година. 2020 године када је Ибар нарастао, однео га је и одсекао тврђаву од магистрале. 
Превоз до тврђаве од августа 2022. год. обављају волонтери пројекта Магличград великом скелом на свака два сата у оба смера, током целе године. Превоз је бесплатан уз могућност донације.

## Изглед утврђења
Маглич чини 8 кула повезаних бедемима, а у његову унутрашњост, која обухвата 2.190 m2, улази се кроз две капије. Он има издужену основу и простире се правцем југозапад-североисток. Са три стране брдо на коме се утврђење налази окружује Ибар, док се на четвртој страни тј. крајњем североисточном крају налази шанац усечен у стену. Изнад шанца се уздиже 1. кула (Донжон) са тзв. малим градом, док је камен извађен из шанца уграђен у тврђаву. На супротном, југозападном, крају смештене су једна уз другу три куле (6, 7. и 8.) које су контролисале прилаз низ Ибар, чије је корито неколико километара пре Маглича готово праволинијско, тако да се те три куле уочавају са велике удаљености.
У Маглич се улази кроз капију (I) смештену на северном бедему између 1. и 2. куле, док се други улаз (II) тј. излаз налази насупрот ње у 3. кули. Унутар утврђења изграђено је неколико грађевина смештених целом дужином западног бедема, као и две (1 + 1 у малом граду) цистерне, издубљене у стени.

### Мали град
Мали град обухвата крајњи североисточни део утврђења. Чине га Донжон кула и стена на којој је подигнута, у којој је издубљен велики резервоар (VI).

### Бедеми
Бедеми утврђења су дуги 270m, док им је ширина 2 m са грудобраном (ширине око 55cm). Стаза је са унутрашње стране заштићена дрвеном оградом, док је њена висина око 7 m.

### Куле
Куле у тврђави су са дрвеним спратовима и степеницама у унутрашњости. Три куле су са свих страна од камена (1, 6. и 8.), док су остале са три стране камене, а четврту страну, која је окренута ка унутрашњости утврђења, немају 2, 3, 4, 5 и 7. Већина је висока око 12 m (2, 3, 4. и 5.), док су 6. и 8. високе око 10m.
- 1. кула је Донжон. У њу се улази кроз врата, смештена изнад нивоа бедемских грудобрана, до којих се долази дрвеним степеницама. Она има облик неправилног шестоугла. У основи је правоугаоник (9,5 m x 10 m) на чију је четврту (источну тј. спољну) страну додата половина правилног осмоугла полупречника 6 m, док јој је висина око 20 m. У њену унутрашњост се улази дрвеним степеницама, које се лако могу уклонити у случају невоље. Од улазног спрата, степенице се спуштају у унутрашњост, где има још два спрата, и друге које воде на спрат изнад који чини врх куле у којој нема других отвора (излаза, прозора, пушкарница).
- 2. кула је квадратна тространа. На њене више нивое воде степенице од њеног приземља.
- 3. кула је квадратна тространа. У њеном приземљу се налази мала капија чија је основна намена прављење испада из тврђаве за време опсада. Смештена је уз црквицу светог Ђорђа.
- 4. кула је квадратна тространа. Њено приземље се надовезује на касарну (?) смештену уз палату (III) и омогућује излаз на бедем ка трима кулама на југозападном крају.
- 5. кула је квадратна тространа и кроз њу се излази на бедем ка трима кулама на југозападном крају.
- 6. кула је квадратна четворострана, док је у средини шупља (без спратова). Она формира заштитни део на југозападу утврђења и преко његовог врха се прилази 7. кули.
- 7. кула је квадратна тространа са пуном основом и шупљом унутрашњошћу. На њен основни ниво се излази преко 6. и 8. куле од кога води степениште на њен врх. Она, са својих око 14 m висине, представља главни део заштитни део на југозападу.

- 8. кула је квадратна четворострана, док је у средини шупља (без спратова). Она формира заштитни део на југозападу утврђења и преко његовог врха се прилази 7. кули. На страни која је окренута ка 7. кули налази се дрвена платформа.

### Грађевине
- Палата (III) је смештена на западном делу утврђења уз ивицу 5. куле. У питању је зграда правоугаоне основе, димензија 17 m x 8 m са високим кровом на две воде. Главна дворана је смештена у нивоу земље и у њу се улази кроз врата, на источном зид, која се налазе на средини палате и са чије се обе стране налазе по два прозора. Из главне дворане воде врата (на јужном зиду) ка касарни (?) која се на њу надовезује и која је смештена уз 5. кулу. Испод дрвеног патоса дворане смештен је подрум до кога се стиже засвођеним басамкама смештеним на северној страни палате.
- Црква светог Ђорђа (IV) је смештена између 3. куле у палате (III). Посвећена је светом Ђорђу који је светац заштитник града. У питању је црква правоугаоне основе (14,5 m x 3,5 m) са полукружном апсидом и отвореним егзонартексом са луковима.
- Бунар (V) се налази на платоу између цркве (IV) и бедема малог града. Издубљен је у живој стени, кружне основе.
- Резервоар (VI) се налази уз 1. кулу унутар бедема малог града. Издубљен је у живој стени, на којој је подигнута 1. кула.

## Прошлост Маглича
Не зна се када је Маглич подигнут, али се сматра да га је највероватније подигао Урош I после монголских продора, да би спречио продор нових најезди кроз Ибарску клисуру, односно да би заштитио прилаз својој задужбини Сопоћанима и Немањиној Студеници са те стране.
Друга претпоставка је да га је почетком XIII века подигао Урошев отац Стефан Првовенчани да би заштитио своју задужбину Жичу и Студеницу.
Развој српске средњовeковне државе и њено померање ка југу, допринели су да Маглич изгуби на значају, као утврђење у срцу државе далеко од граница и потенцијалних освајача. Зато није ни чудо да је у њему било седиште српског архиепископа Данила II. Он је из Маглича управљао, како црквеним тако и државним пословима, а унутар града је организовано писање црквених књига.
Архиепископ Данило пише: И у Магличу граду палате прекрасне сазида и остале ћелије за становање у њима оних, који су ту живели, па туна у цркви Св. Ђорђа у томе граду утврди божанствени закон... снадбе цркву божанственим књигама и свим што је за црквену употребу.
Нема података о паду Маглича у турске руке, али је он у прикључен Османској царевини непосредно или одмах након турског уласка у Смедерево 20.06. 1459. када и цела српска деспотовина.
Турским освајањима Маглич постаје седиште магличке нахије, а остало је забележено да је посаду града 1516. године чинило 20 војника на челу са диздаром Хамзом, док је 1560. године посаду чинило 11 војника.
Након турског пораза под Бечом 1683. године, Света лига прелази у офанзиву и продире на територију данашње Србију у којој тада избија устанак. Током борби устаници су ослободили Маглич и Козник, одакле су отпочели вршење удара по османлијским посадама у другим насељима.
Након пропасти устанка у Маглич се враћа турска посада, али он врло ускоро бива напуштен и препуштен зубу времена као и остала утврђења широм Србије, па и света.
Током Другог српског устанка је код Маглича постављена заседа Турцима који су долином Ибра надирали од Новог Пазара. Милош Обреновић је наредио војводи Радославу Јелечанину да сакупи народ ибарског краја и ту заустави Турке, што је он и учинио.

## Маглич данас
После Првог светског рата извршена је делимична санација тврђаве захваљујући прилозима и раду народа из њене околине о чему данас само сведочи остатак плоче постављен том приликом.
Већи конзерваторски радови изведени су крајем `80, када су постављене и дрвене степенице, ограде, спратови и дрвена терасица на 8. кули. Са распадом СФРЈ престали су даљи напори да се заустави пропадање и доврши обнова тврђаве која монументално делује свима који поред ње пролазе путујући Ибарском магистралом.
Данас се подно ње сваке године креће на весели спуст који представља својеврсну атракцију овог краја и сваке године привлачи све већи број људи. Врло честе туре сплаварења Ибром најчешће се завршавају под градом на лиду или се ту заустављају ради предаха, што још више повећава туристичку атрактивност коју Маглич нуди. Током летњих месеци на малом лиду често се могу видети људи који кампују на дивљака уживајући у лепотама реке.
Ибарска магистрала је током 2005. године реновирана, а на простору подно Маглича је проширена. Изграђен је велики паркинг са чесмом и пропратним туристичко-угоститељским објектима, тако да се ту све већи број аутобуса зауставља на свом путу.
Средином 2006. године главна капија (I) је закатанчена да би се спречио улазак посетилаца у тврђаву, јер је она постала небезбедна за туристичке обиласке због иструнулости дрвених платформи у кулама. Међутим мали улаз (II) је отворен и кроз њега је могуће ући у утврђење, а касније је и главни улаз отворен.
Након пада пешачког моста у јунy 2019. године уследио је период од 3 године без могућег приступа утврђењу, све до формирања удружења Магличград 2022. године које уз помоћ волонтерског центра у подножју тврђаве преузима бригy о овом културно историјском споменику. Од тада, интернационални волонтери удружења обављају превоз великом скелом током целе године и одржавају тврђаву Маглич. Поред тога, у простору подно саме тврђаве основан је и културни центар Магличград, где се током летњих месеци одржавају концерти, свирке и радионице. Такође, за посетиоце је отворен и камп са свим условима, као и купалиште на оближњој Маглешници.

### Стање утврђења
Источни бедем је скроз обновљен, западни је до пола зарушен, док је на северном грудобран до пола разрушен, али је стаза опстала. Основе зида који је раздвајао мали град тј. стену на којој су 1. кула и резервоар (VI), данас се једва назире. Већина кула је у добром стању, осим 2. и 5.(западна страна), али су врхови са грудобраном обновљени само на 6. и 8. Дрвеним спратовима, степеницама, оградама и терасицама, постављеним крајем `80 дуж кула и бедема на источној и јужној страни, полако пролази време и оне ће врло ускоро почети да представљају опасност по посетиоце, тако да би их требало у што скоријем року заменити или уклонити да се не понови катастрофа из Голупца. Због тога је главни градски улаз (I) затворен средином 2006. године да би се онемогућио улаз посетиоцима ради њихове личне безбедности. Прилаз улазу у 1. кулу је немогућ, док су дрвени спратови и степенице у њеној унутрашњости одавно иструлеле.
Дуж целог западног зида виде се остаци тј. темељи зграда које су се ту налазиле. Најочуванија је палата(без крова и пода) и засвођени силаз у њен подрум у коме данас уместо вина бораве купине. На крајњем југу је једина зграда са кровом, која је током обнове Маглича крајем `80 коришћена као радничка барака. Преко пута палате(III) назиру се темељи цркве(IV) са нешто очуванијим источним зидом. У утврђењу су опстале и две цистерне у којима и данас има воде. Надземни зидови прве (V)(некадашњи бунар) су и скроз порушени, иако у њој и даље има воде, а преко ње је пребачена плехана плоча да би се спречило упадање стоке и људи, што међутим није спречило флаше и осталу амбалажу да стигну на њено дно. Други (VI) резервоар, попут првог (V) има воде, али и не само воде, међутим он није покривен. Гледан одозго за време летње жеге подсећа на какав шафољ у коме се хлади пиће, неког од оних многобројних продаваца који посећују плаже током летњих месеци.